# 4215 Kamo
4215 Kamo је астероид главног астероидног појаса са средњом удаљеношћу од Сунца која износи 2,417 астрономских јединица (АЈ).
Апсолутна магнитуда астероида је 12,4.